# Misael Pastrana Borrero
Misael Eduardo Pastrana Borrero, född 14 november 1923 i Huila, Colombia, död 21 augusti 1997 i Bogotá, Colombia, var en colombiansk konservativ politiker och diplomat.

## Biografi
Pastrana studerade juridik i Javeriana University i Bogotá och i Ferri Institute of Rome. Han hade anslutit sig till det konservativa partiet (som han senare skulle byta namn på till Socialkonservativa partiet). Han var privatsekreterare till presidenten Mariano Ospina Pérez (1949-1952) och tre gånger minister under Alberto Lleras Camargos andra liberala regering (1958-1962).
Under president Carlos Lleras Restrepo var han inrikesminister 1966-1968, ledde i kongressen en konstitutionell reform och var Colombias ambassadör i Washington, D.C. 1968-1969, då han återvände till kampanj för presidentvalet. 
Som ordförande i FN:s Sasakawa miljöpriskommitté fick Pastrana erkännande för stiftande av världens första miljölag för naturresurser och efter hans död instiftade FN den årliga Pastrana Borrero-konferensen i New York under prisutdelningen. Han var vice ordförande för UNESCOs fredspris. Han var också tillsammans med Jean-Jacques Serban-Schreiber grundare av World Center för datavetenskap på 1970-talet, innan persondatorn existerade. Centret drog till sig unga personer såsom Nicholas Negroponte.

## Presidentskapet
Under sina fyra år i regeringsställning var Pastrana försiktigt progressiv. Han sökte att öka möjligheterna till sysselsättning med en berömd fyrgradig strategi. Han försökte att öka det nationella sparandet som ett sätt att röra sig bort från beroendet av utländska investeringar och krediter, och han förlängde pensionsrättigheterna för många människor.
Samtidigt var han en förkämpe för "en bil för varje colombiansk familj", och bidrog till att få den franska biltillverkaren Renault till Colombia. Han främjade också den första nationella miljölagstiftningen i Latinamerika.
Slutet av hans fyraåriga mandatperiod kom 1974, vilket också blev slutet av National Fronts regeringar. Pastrana tog då på sig rollen av "naturliga ledare" av det konservativa partiet, men visade sig emellertid oförmögen att hålla de olika fraktionerna i partiet tillsammans, och det har bara varit en konservativ president sedan hans egen mandatperiod.